# コンパウンドバター

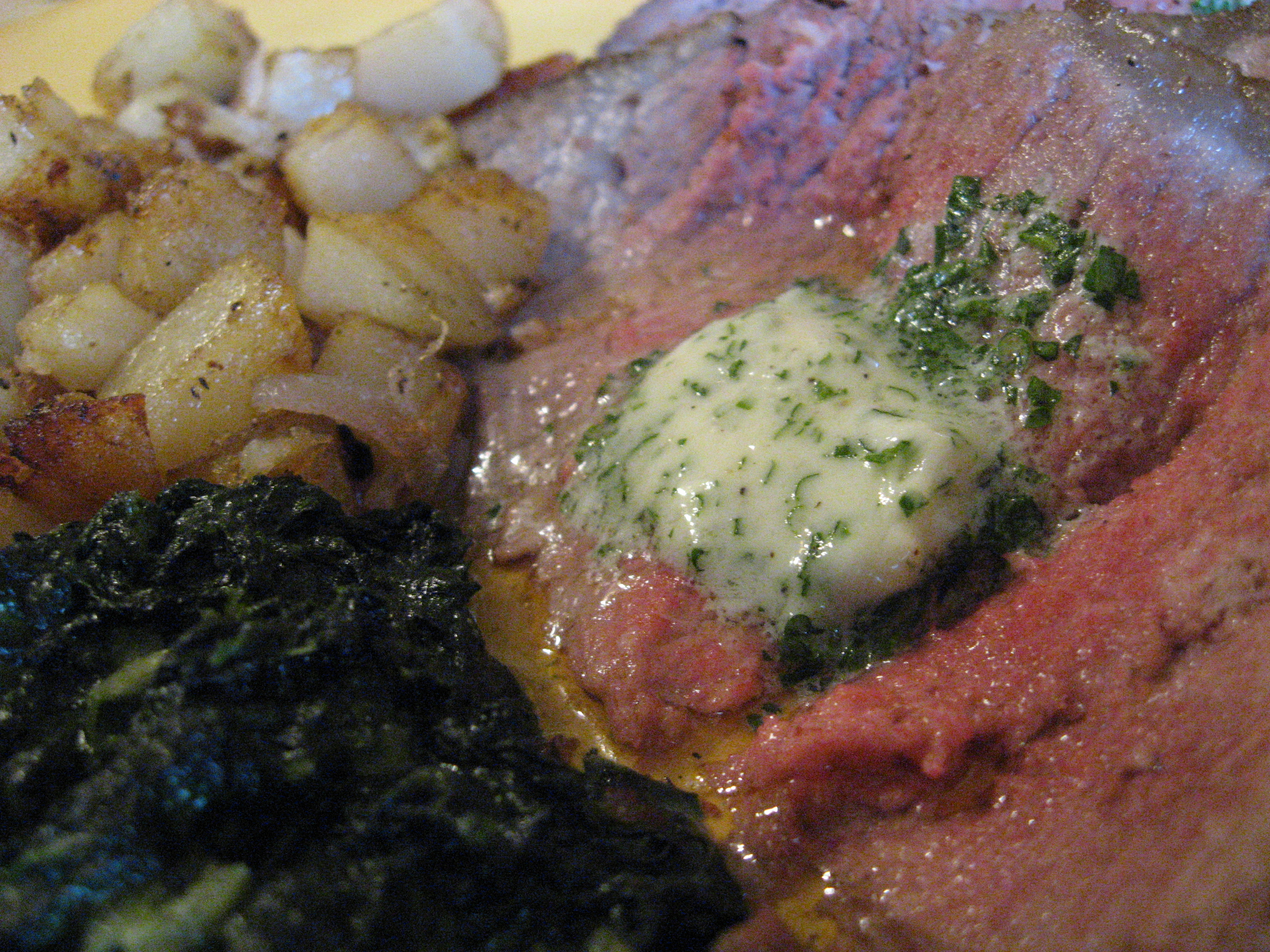
ニューヨーク・ストリップ・ステーキにブール・メートル・ドテルをかけ、ほうれん草のクリーム煮とジャガイモを付け合わせたもの。

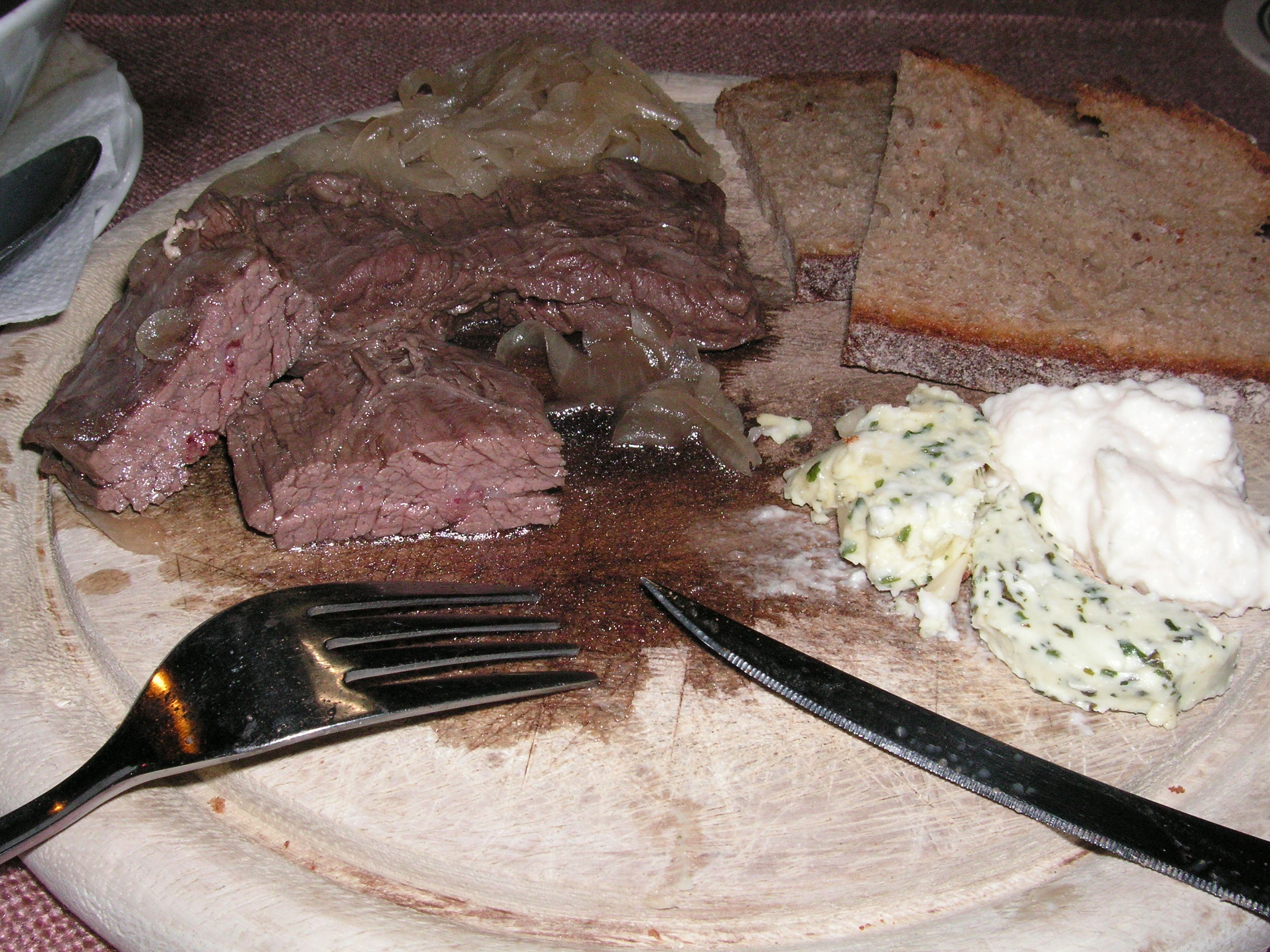
伝統的なバイエルン料理である、クロンフライシュ（スカートステーキ）。オニオンリングとライ麦パン、コンパウンドバター（ハーブとニンニク入りのガーリックバター）、ホースラディッシュを付け合わせている。

コンパウンドバター (フランス語: beurre composé, pl. beurres composés) とは、バターと他の材料を混ぜ合わせたもので、ソースのような風味付けとして用いられる。
コンパウンドバターは自作されることもあれば、購入されることもある。コンパウンドバターは、ハーブや香辛料、香りの高い液体などの添加物をバターに混ぜて作られることが多い。普通は、再度形を整え冷やしてから、肉や野菜の上で溶かしたり、食材に塗って使ったり、ソースの仕上げに用いたりする。
コンパウンドバターは以下のようなものがある。
- ブルゴーニュバター – ニンニクとパセリのバター
- ブール・メートル・ドテル - パセリとレモン果汁を混ぜ込んだバター
- カフェ・ド・パリ・ソース
- ガーリックバター
- シトロンバター – レモンバター